# Nesosap Lake
Nesosap Lake är en sjö i Kanada.   Den ligger i provinsen Manitoba, i den centrala delen av landet, 2 100 km nordväst om huvudstaden Ottawa. Nesosap Lake ligger 322 meter över havet. Arean är 4,8 kvadratkilometer. Den sträcker sig 3,7 kilometer i nord-sydlig riktning, och 4,9 kilometer i öst-västlig riktning.
I omgivningarna runt Nesosap Lake växer i huvudsak barrskog. Trakten runt Nesosap Lake är nära nog obefolkad, med mindre än två invånare per kvadratkilometer.